# Bersaillin
Bersaillin – miejscowość i gmina we Francji, w regionie Burgundia-Franche-Comté, w departamencie Jura.
Według danych na rok 1990 gminę zamieszkiwało 305 osób, a gęstość zaludnienia wynosiła 22 osoby/km² (wśród 1786 gmin Franche-Comté Bersaillin plasuje się na 450. miejscu pod względem liczby ludności, natomiast pod względem powierzchni na miejscu 255.).